# Carme Mas i Morillas
Carme Mas i Morillas (Tarragona, 1954) és una pedagoga, filòloga i política catalana, diputada al Parlament de Catalunya en la VII legislatura

## Biografia
És llicenciada en pedagogia i doctora en Filologia Catalana per la Universitat de Barcelona. Ha treballat com a professora de llengua en ensenyament secundari i des de 1992 és Inspectora d'Educació. Ha estat subdirectora general de la Inspecció d'Educació del Departament d'Ensenyament de la Generalitat de Catalunya.
Va formar part de la junta rectora de Ciutadans pel Canvi, creada per donar suport a la candidatura presidencial de Pasqual Maragall a les eleccions al Parlament de Catalunya de 2003. En juny de 2006 esdevingué diputada en substituir Núria Segú i Ferré i formà part de la Diputació Permanent i de la Comissió per a la Societat de la Informació del Parlament de Catalunya.
Posteriorment ha format part del consell de Nova Esquerra Catalana i és membre del Moviment d'Esquerres. A les eleccions municipals espanyoles de 2015 va formar part de la candidatura municipal d'ERC a l'ajuntament de Tarragona.

## Obres[4]
- Nostra Dona de la Salut (1984) amb Joan Andreu Torres
- L'obra poètica de Joan Antònio i Guàrdias (1987)
- Joan Antònio i Guàrdias. Biografia i antologia poètica (1990)
- Dolors Monserdà, la voluntat d'escriure (2006)
- La Montserrat, de Dolors Monserdà (1994), editora